# 小林峻一
小林 峻一（こばやし しゅんいち、1941年（昭和16年） - 2024年（令和6年）1月17日）は、日本のルポルタージュ・ノンフィクション作家。本名は小林靖彦（こばやし やすひこ）。

## 略歴
三重県津市生まれ。三重県立津高等学校を経て早稲田大学第一文学部独文科に入学するが、6年在籍後中退。 
立花隆の下で『田中角栄研究』、『日本共産党の研究』の中心スタッフとして活躍し、ルポライターとして独立。
1994年、『闇の男―野坂参三の百年』（加藤昭共著）で第25回大宅壮一ノンフィクション賞を受賞。1994年6月23日号から4回にわたり『週刊文春』に掲載された小林執筆の「JR東日本に巣くう妖怪」は、JR東日本の労使双方から反発を喰らい、事実上3か月近くも、駅売店「キヨスク」から『週刊文春』が姿を消す事態を生んだ。
2024年1月17日、間質性肺炎のため三重県津市の病院で死去。82歳没。

## 著書
- 『JRの妖怪 かくて男は巨大組織に君臨した』イースト・プレス、1996年1月。ISBN 978-4872570687。
- 『ソニーを創った男 井深大』ワック、2002年9月。ISBN 978-4898310427。 
  - 『ソニーを創った男 井深大』WAC BUNKO 2012年6月。ISBN 978-4898316634。

### 共著編
- 鈴木隆一共著『日本共産党スパイM 謀略の極限を生きた男』徳間書店、1980年5月。　
  - 『スパイM』文春文庫、1994年12月。ISBN 978-4167459024。
    - 『昭和史最大のスパイ・M 日本共産党を壊滅させた男』WAC BUNKO、2006年8月。ISBN 978-4898315507。
- 小林靖彦共編『在日コリアン・パワー 在日韓国人・朝鮮人汗と涙の記録』双葉社、1988年2月。ISBN 978-4575280425。
- 加藤昭共著『闇の男 野坂参三の百年』文藝春秋、1993年9月。ISBN 978-4163479804。
- 白井久也共編『ゾルゲはなぜ死刑にされたのか 国際スパイ事件の深層』社会評論社、2000年7月。ISBN 978-4784505524。
- 近現代史編纂会編『「写説」占領下の日本 敗戦で得たもの、失ったもの』ビジネス社、2006年5月。ISBN 978-4828412733。 - 解説を担当。